# Hjemmevejledning
 Der er for få eller ingen kildehenvisninger i denne artikel, hvilket er et problem. Du kan hjælpe ved at angive troværdige kilder til de påstande, som fremføres i artiklen.

Funktionen hjemmevejledning også socialpædagogisk støtte, er rettet mod omsorgsarbejde i forhold til udsatte grupper i samfundet. De største fag i undervisningen er socialpædagogik, etik og menneskesyn samt samfundsfag, og man lærer at arbejde med "det hele menneske".
Inderfor faget er der mulighed for at blive ansat i både frivillige, offentlige og private organisationer, der beskæftiger sig med omsorgsarbejde.